# Abdulmajeed Al-Sulaiheem
Abdulmajeed Al-Sulaiheem (ur. 15 maja 1994 w Rijadzie) – saudyjski piłkarz grający na pozycji pomocnika w Al-Nassr oraz reprezentacji Arabii Saudyjskiej.
Od 2020 występuje w zespole Al-Nassr, do którego trafił z Asz-Szabab Rijad.